# 森川洋
森川 洋（もりかわ ひろし、1935年 - ）は、日本の地理学者で、専門は人文地理学。広島大学名誉教授。

## 経歴
1935年、広島県生まれ。広島大学教育学部で学び、1957年に卒業。同大学大学院文学研究科に進学して地理学を学んだ。1962年、博士課程を単位習得期間満了退学。
県内の公立学校勤務を経て、1964年に大分大学助手に就いた。1966年に講師、1969年に助教授昇進。この間、1967年に発表した2本の論文で1969年に第1回日本都市学会賞（奥井記念賞）を共同受賞。1972年、広島大学文学部助教授となった。1972年3月、学位論文『中心地研究：理論と実証』を広島大学に提出して文学博士の学位を取得。1982年に教授昇格。1998年に広島大学を定年退職し、名誉教授となった。その後は福山大学経済学部教授として教鞭を執った。2005年に福山大学を退職。

## 受賞・栄典
- 1969年：第1回日本都市学会賞(奥井記念賞)を受賞。（同時受賞者は矢崎武夫）[7]。
- 2006年：人文地理学会賞(学術著作部門)を受賞2004年に刊行した『人文地理学の発展』に対して[8]。
- 2014年：瑞宝中綬章受章[9]。

## 研究内容・業績
人文地理学を専攻し、中心地理論や都市システム論を背景に、日本国内外の具体的な地域行政の地理学的分析に取り組み、また、ドイツ語圏を中心に欧米の都市地理学研究の動向の分析紹介を行なった。

## 著作
単著
- 『中心地研究:理論、研究動向および実証』大明堂、1974
- 『中心地論』(3巻)大明堂

1. 1980
2. 1980
3. 1988

- 『都市化と都市システム』大明堂、1990
- 『ドイツ:転機に立つ多極分散型国家』大明堂、1995
- 『都市と地域構造』大明堂、1998
- 『日本の都市化と都市システム』大明堂、1998
- 『人文地理学の発展:英語圏とドイツ語圏との比較研究』古今書院、2004
- 『ドイツ市町村の地域改革と現状』古今書院、2005
- 『行政地理学研究』古今書院、2008
- 『地域格差と地域政策:ドイツとの比較において』古今書院、2012
- 『「平成の大合併」研究』古今書院、2015

共編著
- 中心地研究の展開：西村睦男、森川洋共編、大明堂、1986